# Fattore di utilizzazione
Il fattore di utilizzazione (denominato anche "Ku") in elettrotecnica è il coefficiente che stabilisce il rapporto tra potenza mediamente assorbita dall'utilizzatore P e la sua potenza nominale Pn. È possibile calcolarlo facendo: {\displaystyle f_{u}={\frac {P_{m}}{P_{n}}}} dove {\displaystyle P_{m}} é le potenza media giornaliera; un {\displaystyle f_{u}} prossimo all'unità è indice di buona utilizzazione. Questo coefficiente è utilizzato insieme al coefficiente di contemporaneità per il calcolo della potenza impegnata in un impianto elettrico, che sia industriale o domestico.